# Operatore posizione
L'operatore posizione in meccanica quantistica è un tipico esempio di operatore con spettro continuo di autovalori.

## L'equazione agli autovalori
Consideriamo l'operatore posizione unidimensionale {\displaystyle {\hat {x}}} e sia {\displaystyle |x'\rangle } lo stato in cui la particella quantistica si trova nella posizione {\displaystyle x'}. Una misura della posizione della particella che si trova in {\displaystyle x'} dà con certezza l'autovalore {\displaystyle x'}, cioè {\displaystyle x'} è l'autovalore associato all'autostato {\displaystyle |x'\rangle } della posizione, vale cioè:
{\displaystyle (1)\;\;\;{\hat {x}}|x'\rangle =x'|x'\rangle }
Questa è l'equazione agli autovalori per l'operatore posizione, dove al solito {\displaystyle {\hat {x}}} è l'operatore posizione, {\displaystyle x'} è l'autovalore e {\displaystyle |x'\rangle } è l'autovettore associato. Gli autovalori formano un insieme continuo, per cui in tal caso lo sviluppo di un vettore di stato qualsiasi {\displaystyle |\alpha \rangle } del sistema in termini di autovettori dell'operatore di posizione deve essere scritto attraverso un integrale:
{\displaystyle (2)\;\;\;|\alpha \rangle =\int _{-\infty }^{\infty }\mathrm {d} x'\,|x'\rangle \langle x'|\alpha \rangle }
che definisce anche la relazione di completezza, cioè l'insieme degli autovettori {\displaystyle |x'\rangle } è completo, così che ogni vettore di stato può essere rappresentato in termini di autovettori dell'operatore posizione. La quantità {\displaystyle \langle x'|\alpha \rangle } è definita come l'ampiezza di probabilità che la misura della posizione della particella dia come risultato {\displaystyle x'}. Qui però bisogna fare un ragionamento: in realtà non è possibile definire una probabilità nel senso indicato sopra, poiché l'integrale sarebbe identicamente nullo. In verità si considera la particella in un intervallo intorno ad {\displaystyle x'}, diciamo l'intervallo:
{\displaystyle (3)\;\;\;\left(x'-{\frac {\Delta x'}{2}},x'+{\frac {\Delta x'}{2}}\right)}
allora la misura della posizione di una particella sull'asse x produce come risultato espresso dalla (2):
{\displaystyle (4)\;\;\;\int _{x'-\Delta x'/2}^{x'+\Delta x'/2}\mathrm {d} x''\,|x''\rangle \langle x''|\alpha \rangle }
che è formalmente analogo al caso discreto. La probabilità che la misura della posizione di una particella lungo l'asse x dia come risultato l'osservazione della particella nell'intervallo (3) è data da:
{\displaystyle (5)\;\;\;\int _{x'-\Delta x'/2}^{x'+\Delta x'/2}\mathrm {d} x''\,\langle \alpha |x''\rangle \langle x''|\alpha \rangle \simeq |\langle x'|\alpha \rangle |^{2}\cdot \Delta x'}
Per un intervallo infinitesimo possiamo calcolare la probabilità che la particella a seguito di una misura della posizione si trovi in un intervallo {\displaystyle (x'-\mathrm {d} x'/2,x'+\mathrm {d} x'/2)} come:
{\displaystyle (6)\;\;\;P(x'-\mathrm {d} x'/2,x'+\mathrm {d} x'/2)=\int _{x'-\mathrm {d} x'/2}^{x'+\mathrm {d} x'/2}\mathrm {d} x''\,\langle \alpha |x''\rangle \langle x''|\alpha \rangle =|\langle x'|\alpha \rangle |^{2}\mathrm {d} x'}
purché la probabilità totale sia normalizzata a uno:
{\displaystyle (7)\;\;\;\int _{-\infty }^{\infty }\mathrm {d} x'\,|\langle x'|\alpha \rangle |^{2}=\int _{\infty }^{\infty }\mathrm {d} x'\,\langle \alpha |x'\rangle \langle x'|\alpha \rangle =\langle \alpha |\alpha \rangle =1}
Il prodotto scalare {\displaystyle \langle x'|\alpha \rangle } prende il nome di funzione d'onda:
{\displaystyle (8)\;\;\;\langle x'|\alpha \rangle =\psi _{\alpha }(x')}
e la (5) diventa:
{\displaystyle (9)\;\;\;\int _{-\infty }^{\infty }\mathrm {d} x'\,|\psi _{\alpha }(x')|^{2}=1}

## Normalizzazione degli autostati della posizione
Per quanto riguarda la normalizzazione degli autostati {\displaystyle |x'\rangle } della posizione bisogna considerare il caso in cui il nostro vettore di stato sia in un autostato della posizione cioè:
{\displaystyle \langle x'|\alpha \rangle =\int _{-\infty }^{\infty }\mathrm {d} x''\,\langle x'|x''\rangle \langle x''|\alpha \rangle }
e questa espressione deve essere un'identità. Perché la precedente equazione sia un'identità, l'integrale in {\displaystyle \mathrm {d} x''} di {\displaystyle \langle x''|\alpha \rangle } rappresenta l'ampiezza di probabilità e questo deve essere nullo qualora {\displaystyle x'\neq x''} e deve essere infinito per {\displaystyle x'=x''}. In tal senso l'ampiezza {\displaystyle \langle x'|x''\rangle } deve essere una funzione della differenza di {\displaystyle x'-x''} che garantisca che quando tale differenza è diversa da zero
({\displaystyle x'\neq x''}) la funzione in questione si annulli e quando {\displaystyle x'=x''} tale funzione diventi infinita in modo da garantire che l'integrale sia unitario (non diverga). La funzione della differenza {\displaystyle x'-x''} in questione è la delta di Dirac:
{\displaystyle \langle x'|x''\rangle =\int _{-\infty }^{\infty }\psi _{x'}^{*}(x'')\psi _{x''}(x'')\mathrm {d} x''=\delta (x'-x'')}
dove abbiamo esplicitato la funzione d'onda. La delta di Dirac è definita dalle relazioni principali:
{\displaystyle (10)\;\;\;\delta (x)=\left\{{\begin{matrix}0&{\mbox{ se }}x\neq 0\\\infty &{\mbox{ se }}x=0\end{matrix}}\right.}
oppure:
{\displaystyle \delta (x-x_{0})=\left\{{\begin{matrix}0&{\mbox{ se }}x\neq x_{0}\\\infty &{\mbox{ se }}x=x_{0}\end{matrix}}\right.}
e inoltre
{\displaystyle \int _{-\infty }^{\infty }\delta (x)=1}
Con l'introduzione della funzione delta di Dirac le autofunzioni della posizione sono normalizzate semplicemente:
{\displaystyle \langle x''|x'\rangle =\delta (x''-x')}

## Funzioni d'onda nello spazio delle posizioni
Dalla (8) sappiamo che il prodotto scalare {\displaystyle \langle x'|\alpha \rangle } rappresenta la funzione d'onda del ket di stato riferito alla nostra particella o al nostro sistema. In termini di funzioni d'onda possiamo esprimere qualsiasi prodotto scalare che corrisponde ad un'ampiezza di probabilità come:
{\displaystyle (11)\;\;\;\langle \beta |\alpha \rangle =\int _{-\infty }^{\infty }\mathrm {d} x'\,\langle \beta |x'\rangle \langle x'|\alpha \rangle =\int _{-\infty }^{\infty }\mathrm {d} x'\,\psi _{\beta }^{*}(x')\psi _{\alpha }(x')}
analogamente al caso discreto, descrive la sovrapposizione di due funzioni d'onda nello spazio descritto dalle coordinate. Sviluppiamo un generico vettore di stato {\displaystyle |\alpha \rangle } in termini di funzioni d'onda nello spazio delle coordinate e dei suoi autovalori {\displaystyle \{a'\}} come:
{\displaystyle \langle x'|\alpha \rangle =\psi _{\alpha }(x')=\sum _{a'}c_{a'}u_{a'}(x')}
infatti analogamente al caso discreto {\displaystyle c_{a'}} rappresentano i coefficienti {\displaystyle \langle a'|\alpha \rangle } che rappresentano l'ampiezza di probabilità, e si introducono le autofunzioni {\displaystyle u_{a'}(x')} dell'operatore A nello spazio delle coordinate:
{\displaystyle \langle x'|\alpha \rangle =u_{a'}(x')}
Nella rappresentazione delle coordinate, l'azione dell'operatore tra due stati {\displaystyle |\alpha \rangle } e {\displaystyle |\beta \rangle } interpretabili come stato iniziale e finale è descritto da:
{\displaystyle (12)\;\;\;\langle \beta |A|\alpha \rangle =\int \mathrm {d} x'\int \mathrm {d} x''\,\langle \beta |x'\rangle \langle x'|A|x''\rangle \langle x''|\alpha \rangle =\int \mathrm {d} x'\int \mathrm {d} x''\,\psi _{\beta }^{*}(x')\langle x'|A|x''\rangle \psi _{\alpha }(x'')}
Se l'operatore è una funzione delle coordinate, cioè è del tipo {\displaystyle f(x)} allora l'espressione sopra è semplice:
{\displaystyle (13)\;\;\;\langle \beta |f(x)|\alpha \rangle =\int \mathrm {d} x'\,\psi _{\beta }^{*}(x')f(x')\psi _{\alpha }(x')}
Un esempio notevole è l'operatore {\displaystyle x^{2}} per il quale:
{\displaystyle \langle \beta |x^{2}|\alpha \rangle =\int \mathrm {d} x'\,\psi _{\beta }^{*}(x')x'^{2}\psi _{\alpha }(x')}
La funzione d'onda unidimensionale rappresentativa dello stato {\displaystyle |\alpha \rangle } nello spazio delle posizioni è:
{\displaystyle \langle x'|\alpha \rangle =\psi _{\alpha }(x')=\int \mathrm {d} p'\langle x'|p'\rangle \langle p'|\alpha \rangle ={\frac {1}{\sqrt {2\pi \hbar }}}\int \mathrm {d} p'\,e^{ip'x'/\hbar }\phi _{\alpha }(x')}

## Operatore impulso nello spazio delle posizioni
Quando rappresentiamo la funzione d'onda nello spazio delle coordinate possiamo descrivere completamente tutte le grandezze fisiche del sistema in tale spazio. Il valore medio dell'operatore posizione (in una dimensione per semplicità) si può trovare in base alla (12) o (13) nell'insieme delle autofunzioni dell'operatore posizione:
{\displaystyle \langle x\rangle =\int \mathrm {d} x\,\psi ^{*}(x,t)x\psi (x,t)}
Cerchiamo il valore medio dell'operatore impulso nello spazio delle coordinate, sappiamo che esso ha una stretta relazione classica con la posizione:
{\displaystyle p=mv=m{\frac {\mathrm {d} x}{\mathrm {d} t}}}
Utilizzando i valori medi:
{\displaystyle \langle p\rangle =m{\frac {\mathrm {d} \langle x\rangle }{\mathrm {d} t}}=m{\frac {\mathrm {d} }{\mathrm {d} t}}\int \mathrm {d} x\,\psi ^{*}(x,t)x\psi (x,t)=m\int \mathrm {d} x\,\left({\frac {\partial \psi ^{*}}{\partial t}}x\psi -\psi ^{*}x{\frac {\partial \psi }{\partial t}}\right)}
Sviluppando l'integrando si ha:
{\displaystyle \langle p\rangle =\int \mathrm {d} x\,\psi ^{*}(x,t){\frac {\hbar }{i}}{\frac {\partial }{\partial x}}\psi (x,t)}
cioè:
{\displaystyle \langle \beta |p|\alpha \rangle =\int \mathrm {d} x'\langle \beta |x'\rangle \left(-i\hbar {\frac {\partial }{\partial x'}}\langle x'|\alpha \rangle \right)=\int \mathrm {d} x'\,\psi _{\beta }^{*}(x'){\frac {\hbar }{i}}{\frac {\partial }{\partial x'}}\psi _{\alpha }(x')}
proiettando su un autostato della posizione:
{\displaystyle \langle x'|p|\alpha \rangle =-i\hbar {\frac {\partial }{\partial x'}}\langle x'|\alpha \rangle }
ossia:
{\displaystyle p=-i\hbar {\frac {\partial }{\partial x}}}
nel caso unidimensionale e
{\displaystyle {\vec {p}}=-i\hbar {\vec {\nabla }}}
nel caso tridimensionale. In generale qualsiasi funzione dell'impulso nello spazio delle coordinate ha valore medio calcolabile come:
{\displaystyle \langle f(p)\rangle =\int \mathrm {d} x\,\psi ^{*}(x,t)f\left({\frac {\hbar }{i}}{\frac {\partial }{\partial x}}\right)\psi (x,t)}
tra cui un caso notevole è rappresentato da:
{\displaystyle \langle \beta |p^{n}|\alpha \rangle =\int \mathrm {d} x'\,\psi _{\beta }^{*}(x')\left((-i\hbar )^{n}{\frac {\partial ^{n}}{\partial x'^{n}}}\right)\psi _{\alpha }(x')}

## Caso tridimensionale
Il caso tridimensionale è semplicemente un'estensione dei concetti visti fin qui circa il caso unidimensionale. Indicando con {\displaystyle |{\vec {x}}'\rangle =|x',y',z'\rangle } un autovettore della posizione esso è autovettore simultaneo delle tre osservabili {\displaystyle {\hat {x}},{\hat {y}},{\hat {z}}}, cioè {\displaystyle |{\vec {x}}'\rangle } è autovettore simultaneo delle:
{\displaystyle {\hat {x}}|{\vec {x}}'\rangle =x'|{\vec {x}}'\rangle ,\,\,\,{\hat {y}}|{\vec {x}}'\rangle =y'|{\vec {x}}'\rangle \,\,\,{\hat {z}}|{\vec {x}}'\rangle =z'{\vec {x}}'\rangle }
cioè le tre componenti spaziali della posizione commutano:
{\displaystyle [x_{i},x_{j}]=0}
e questa è una delle parentesi fondamentali di commutazione.
Inoltre ogni vettore di stato (o funzione d'onda) è rappresentabile nel caso tridimensionale come:
{\displaystyle |\alpha \rangle =\int \mathrm {d^{3}} {\vec {x}}'\,|{\vec {x}}'\rangle \langle {\vec {x}}'|\alpha \rangle =\int \mathrm {d^{3}} {\vec {x}}'\psi _{\alpha }(x')}
con un integrale esteso al volume {\displaystyle \mathrm {d^{3}} {\vec {x}}'}.
Le condizioni di normalizzazione degli autostati della posizione sono rappresentati:
{\displaystyle \langle {\vec {x}}'|{\vec {x}}''\rangle =\delta ^{3}({\vec {x}}'-{\vec {x}}'')}
dove si introduce la delta di Dirac formalmente come:
{\displaystyle \delta ^{3}({\vec {x}}'-{\vec {x}}'')=\delta (x'-x'')\delta (y'-y'')\delta (z'-z'')}
La relazione di completezza per gli autostati della posizione è scritta:
{\displaystyle \int \mathrm {d^{3}} {\vec {x}}'|{\vec {x}}'\rangle \langle {\vec {x}}'|=1}
La funzione d'onda rappresentativa di uno stato {\displaystyle |\alpha \rangle } può essere scritta:
{\displaystyle \psi _{\alpha }({\vec {x}}')={\frac {1}{\sqrt {(2\pi \hbar )^{3}}}}\int \mathrm {d^{3}} {\vec {p}}'e^{i{\vec {p}}'\cdot {\vec {x}}'/\hbar }\phi _{\alpha }({\vec {p}}')}